# Benoît Bernard (chef cuisinier)
Pour les articles homonymes, voir Benoît Bernard et Bernard.
Benoît Bernard, né en 1970 à Villeneuve-d'Ascq dans le Nord, est un chef cuisinier français. Il est le chef du restaurant Les Toquées à Lille.

## Parcours
Après avoir obtenu un CAP de pâtissier et un BEP au lycée Michel-Servet à Lille, Benoît Bernard voyage durant 12 ans de Londres à Bora-Bora en passant par l'Afrique ou la Russie. Il rentre en France en 2000. 
Il ouvre un restaurant bistro, le 180 à Tourcoing. Puis, de 2002 à début 2012, il dirige La Laiterie à Lambersart.  Il y obtient une étoile au Guide Michelin en 2006,. En mars 2016, Benoît Bernard part à Nosy Be, à Madagascar, où il reprend l'hôtel Clair de Lune à Ambatoloaka. Puis il revient en France, à Lille, en 2018, où il prend la tête du restaurant des Toquées, dans une maison bourgeoise du XIXe siècle surplombant le petit bras de la Deûle,.

## Restaurant(s)
- 2000 : le 180 à Tourcoing.
- 2002 à janvier 2012 : La Laiterie à Lambersart.
- 2018 : Les Toquées à Lille